# Théo Baruti
 (décembre 2018).
Si vous disposez d'ouvrages ou d'articles de référence ou si vous connaissez des sites web de qualité traitant du thème abordé ici, merci de compléter l'article en donnant les références utiles à sa vérifiabilité et en les liant à la section « Notes et références ».
Théo Baruti Amisi Ekumaiyete, né en 1950 à Stanleyville (actuelle Kisangani), est un professeur d'université et homme politique de la république démocratique du Congo.

## Biographie
Titulaire d'un doctorat en sciences sociales, option anthropologie culturelle, obtenu à l'université de Kinshasa (UNIKIN) en 2008, Théo Baruti est professeur à l'université de Kisangani.
Plusieurs fois directeur de cabinet entre 1990 et 1997, Théo Baruti Amissi est nommé directeur provincial de la Direction générale d'immigration du Nord-Kivu en 1998. Il est gouverneur de la province Orientale de 1998 à 2000 au titre du Rassemblement congolais pour la démocratie (RCD), puis chef de département (ministre), chargé des sports, de la jeunesse, de la mobilisation et de la propagande de 2000 à 2003.
En 2002, il participe au dialogue inter-congolais à Sun City en Afrique du Sud comme membre de la commission de suivi du dialogue et participe activement avec le RCD par la création de l'Alliance pour la sauvegarde du dialogue (ASD) dont Katebe Katoto et Étienne Tshisekedi font partie.
Le 30 juin 2003, il est nommé ministre du Travail et de la Prévoyance sociale dans le gouvernement de Transition, avant d'occuper de nouveau les fonctions de gouverneur de la province Orientale du 11 juillet 2004 au 15 novembre 2005 et d'être ministre de l’Enseignement supérieur et universitaire du 18 novembre 2005 au 6 février 2007.
Théo Baruti fut membre fondateur du RCD et vice-président de ce parti à partir de 2009 jusqu'à sa mort le 02 novembre 2015.

## Publications
- Esquisse méthodologique pour une formation des adultes en cours d'emploi, paru dans Études zaïroises tome 1 no 1.25/9/85.
- Rapport général du séminaire d'actualisation du projet équipe polyvalente GUNGU dans Développement des ressources humaines et des organisations (RHO) no 9/85.
- La précarité des conditions sociales des artistes-musiciens évoluant dans les orchestres zaïrois modernes dans Développement des ressources humaines et des organisations (RHO) no 4/86.
- De la protection des droits d'auteurs découlant des œuvres musicales dans Développement des ressources humaines et des organisations (RHO) no 4/86.
- Enseignement supérieur universitaire en République démocratique du Congo Problèmes, approches, bilan et perspectives. Éditions M.E.S. 2006.
- Le déclin de la fonction publique en République démocratique du Congo : un problème d'hommes. Éditions MES-KINSHASA 2013.